# GAD GUARD
《GAD Guard》是锦织博监督、GONZO制作的一部26集原創電視動畫，于2003年4月至9月在Animax与富士电视台播出。

## 故事概要
数百年后的未来，地球的自然资源枯竭，人类的进步近于停滞。世界也被分隔为许多「城区」。有一个名叫真田叶直男孩与他母亲和妹妹住在74城区——一个一到半夜就完全停电而被称为“夜之镇”的地方。
本故事的线索是被称为「GAD」的物体。GAD 能根据有机生命的感情来重组物质，而所得物质的尺寸形状则决定於与之接触的生命所拥有的情感。
当叶直一次偶然间与其中一个GAD相接触时，GAD变成了被称为“铁钢人”的巨大机器人，叶直便将其命名为“闪电”。但很快他就发现并非只有他有铁钢人，而他必须探求怎样与那些和他“有同样想法”的人们相处并解决冲突。

## 人物列表
真田叶直
刃
筱崎岚
爱子-玛丽-哈莫尼
如月巧

蜂须贺小五郎
真田阜月
凯瑟琳-佛伦博(Catherine Flobér)
小百合

## 各集标题
| 集数 | 标题                     | 脚本     | 分镜                   | 演出                | 作画监督                              |
| ---- | ------------------------ | -------- | ---------------------- | ------------------- | ------------------------------------- |
| 1    | 同じ空をみていた         | 會川昇   | 錦織博 宮尾佳和        | 錦織博 宮尾佳和     | 相澤昌弘                              |
| 2    | 欠片（かけら）繋ぎ合わせ | 會川昇   | 錦織博 宮尾佳和        | 錦織博 宮尾佳和     | 加藤裕美                              |
| 3    | ナイトタウンの街角で     | 中瀨理香 | 増井壮一               | 錦織博 いたがきしん | 田頭しのぶ                            |
| 4    | 瞳涼やかに               | 姫野利充 | 佐野隆史 錦織博        | 佐野隆史            | 石井久美                              |
| 5    | そして雨が降る           | 會川昇   | 今石洋之               | 錦織博 相澤昌弘     | 相澤昌弘                              |
| 6    | 五つの仮面               | 稲荷昭彦 | 大畑清隆 坂田純一      | 別所誠人            | 本村晃一                              |
| 7    | 空を飛べたら             | 村井貞之 | 増井壮一               | 錦織博              | 秋山由樹子                            |
| 8    | さすらいの二人           | 會川昇   | 玉川達文               | 玉川達文            | 中澤勇一 中本尚子                     |
| 9    | 雪が心を融かす           | 關島真賴 | 宮尾佳和               | 宮尾佳和            | 齊藤英子                              |
| 10   | 夕陽に札束               | 會川昇   | 小林治                 | 小林治 錦織博       | 加藤裕美                              |
| 11   | 虹の町には帰れない       | 村井貞之 | 宮尾佳和               | 宮尾佳和            | 吉田徹 佐々木一浩                     |
| 12   | ブルーバード             | 中瀨理香 | 坂田純一               | 紅優 平田豊         | 吉田隆彦                              |
| 13   | 闇に棲む者たち           | 關島真賴 | 増井壮一               | 平田豊              | 寺岡巌                                |
| 14   | 失われた時を求めて       | 吉田玲子 | 坂田純一               | 橋本英樹            | 石井久美                              |
| 15   | 陽の当たる庭             | 稲荷昭彦 | 板垣伸                 | 三宅雄一郎          | 関口雅浩                              |
| 16   | 牙を剥く日               | 會川昇   | 増井壮一               | 錦織博              | 寺岡巌                                |
| 17   | 銃・刀・獣               | 會川昇   | 宮尾佳和               | 宮尾佳和            | 堀元宣                                |
| 18   | 去る者の論理             | 關島真賴 | 佐藤英一               | 錦織博              | 秋山由樹子                            |
| 19   | 道連れ                   | 吉田玲子 | 錦織博                 | 錦織博              | 相澤昌弘                              |
| 20   | この世の果て             | 吉田玲子 | 坂田純一               | 三宅雄一郎          | 江上夏樹                              |
| 21   | 蒼い眠り                 | 會川昇   | 宮尾佳和               | 宮尾佳和            | 秋山由樹子 樋口靖子 本村晃一 堀元宣   |
| 22   | ガラスの輪舞（ロンド）   | 村井貞之 | 西村博之               | 大宅光子            | 松本文男                              |
| 23   | 償う男                   | 關島真賴 | 錦織博                 | 西山明樹彦          | 秋山由樹子 本村晃一 相澤昌弘          |
| 24   | 天をめざす意志           | 關島真賴 | 小林治                 | 小林治              | 加藤裕美                              |
| 25   | 空への時間               | 會川昇   | 宮尾佳和               | 宮尾佳和            | 松本文男                              |
| 26   | 若き旅人                 | 會川昇   | 錦織博 宮尾佳和 小林治 | 錦織博              | 相澤昌弘 加藤裕美 松本文男 秋山由樹子 |

## 外部連結
- （日語） GADGUARD（页面存档备份，存于）
- （日語） ガドガード